# Mariana (obra de teatro)
Mariana es una obra de teatro en dos actos y un epílogo de José de Echegaray, estrenada en 1892. Según indicó la crítica en su momento, la pieza está fuertemente influida por el estilo del autor noruego, entonces en pleno apogeo, Henrik Ibsen.

## Argumento
Mariana es una mujer atormentada por su pasado: Su madre abandonó a la familia por pasión a un hombre llamado Alvarado que luego la convirtió en objeto de maltrato hasta llevarla a la muerte. Por eso Mariana ha desarrollado un impulso neurótico de venganza y humillación hacia todo el género masculino. Incluido el pobre Daniel, al que en el fondo ama.

## Estreno
- Teatro de la Comedia, Madrid, 5 de diciembre de 1892.
  - Intérpretes: María Guerrero (Mariana), Fernando Díaz de Mendoza, Emilio Mario, Miguel Cepillo, Emilio Thuillier, Francisco García Ortega.